# Apyrgota formosana
Apyrgota formosana är en tvåvingeart som beskrevs av Willi Hennig 1938. Apyrgota formosana ingår i släktet Apyrgota och familjen Pyrgotidae.
Artens utbredningsområde är Taiwan. Inga underarter finns listade i Catalogue of Life.